# Lithostege cycnaria
Lithostege cycnaria är en fjärilsart som beskrevs av Achille Guenée 1858. Lithostege cycnaria ingår i släktet Lithostege och familjen mätare. Inga underarter finns listade i Catalogue of Life.